# Procerochasmias rufithorax
Procerochasmias rufithorax là một loài tò vò trong họ Ichneumonidae.